# Raul Paz
Raul Paz (* 1969, Pinar del Río, Kuba) je kubánský zpěvák a hudebník. Na pozadí kubánské hudby skládá písně ve vlastním stylu. Jeho písně dávají dohromady staré texty a moderní rytmus. Má rád směsice žánrů. Mezi jeho nejznámější písně patří Mama a Policia. Poslední zmíněná jako podkladová hudba ve hře Mafia.

## Diskografie
- 1999 : Cuba Libre 1999: Cuba Libre
- 2003 : Mulata 2003: Mulata
- 2005 : Revolucion 2005: Revolución
- 2006 : En casa 2006: En casa